# Groot Kasteel

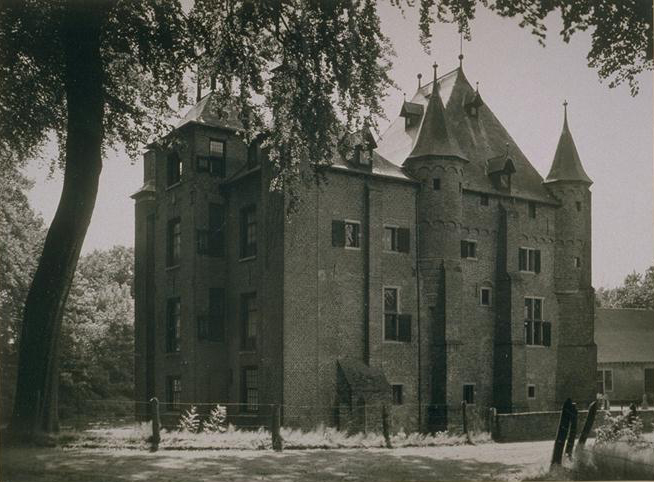
Aanblik vanaf de noordzijde, voor de verwoesting in 1944. Het rechterdeel is 14e-eeuws, het linkerdeel 17e-eeuws.

Het Groot Kasteel is een 14e-eeuws kasteel bij de plaats Deurne, in de Nederlandse provincie Noord-Brabant. Sinds 1944 is het een ruïne met geconsolideerde muurresten.

## Ligging en eigendomsgeschiedenis
Het kasteel, gelegen aan het Haageind te Deurne in het beekdal van de Vlier, werd vóór 1397 gebouwd, waarschijnlijk door een telg uit het geslacht Van Doerne. Het werd in genoemd jaar een leengoed van de hertogen van Brabant.
In 1397 werd het Huis te Deurne bezeten en bewoond door Gevard van Doerne, edelman en gedurende korte tijd pandheer van de hertog(in) van Brabant van de hoge jurisdictie. Hij wordt echter niet als heer van Deurne beschouwd; die eer ligt bij zijn gelijknamige achterneef Gevard van Doerne, bewoner van het Klein Kasteel en leenman van de lage jurisdictie. Deze jurisdictie bezorgde de status van heer van een heerlijkheid.
Het Groot Kasteel was in de 15e eeuw slechts een edelmanswoning. De eigenaren, de familie Van Doerne, bewoonden het kasteel, dat toen nog Huis te Deurne werd genoemd, slechts weinig. Zij hadden veelal in andere gebieden voorname functies, in elk geval niet in Deurne zelf. Begin 16e eeuw kocht de rijke adellijke eigenaar van het Groot Kasteel, Everard van Doerne, zowel de heerlijkheid (lage jurisdictie) als het Klein Kasteel van de familie Taye.
Pas toen werd het Groot Kasteel ofwel Nieuw Kasteel de residentie van de heerlijkheid, doordat de oudste zoon en beoogd opvolger van Everard meer zag in het Groot Kasteel als residentie, dan het quaet en ongevallig Klein Kasteel. Beweringen van H.N. Ouwerling hebben ervoor gezorgd dat in veel toeristische brochures, handboeken over Brabantse kastelen en onderzoeksrapporten ten behoeve van cultuurhistorische beleidsplannen tot op heden het foutieve jaartal 1462 staat vermeld. Soms wordt daar ook een verkeerde bouwheer aan gekoppeld, bijvoorbeeld Iwan de Moll, die destijds als heer van Deurne echter het Klein Kasteel bewoonde. Archiefonderzoek in 2003, een jaar later gepubliceerd, toonde echter onomstotelijk aan dat het Groot Kasteel minstens 65 jaar ouder moet zijn en aan het geslacht Van Doerne toebehoorde.

## Lijst van eigenaren
Hieronder volgt een lijst van de eigenaren van het Groot Kasteel, die dit leengoed aanvankelijk in leen hielden van de hertog van Brabant en later van de Haagse raad die de belangen van het generaliteitsland behartigde. Na 1795, toen het leenstelsel werd afgeschaft, gaat het uitsluitend nog om het feitelijke eigendom. Tussen 1519 en 1949 komt de lijst (vrijwel) overeen met de lijst van heren en vrouwen van Deurne.
| periode             | naam eigenaar                            | sociale status                                                                         |
| ------------------- | ---------------------------------------- | -------------------------------------------------------------------------------------- |
| vóór 1397 - ca 1408 | Gevard van Doerne                        | leenman van de hoge jurisdictie                                                        |
| ca 1408 - vóór 1462 | Everard van Doerne                       | kwartierschout van Peelland                                                            |
| vóór 1462 - 1508    | Hendrick van Doerne                      | kastelein van Empel en Meerwijk                                                        |
| 1508-1526           | Everard van Doerne                       | hoogschout van 's-Hertogenbosch, heer van Deurne, Vlierden en Bakel                    |
| 1527-1545           | Hendrick van Doerne                      | heer van Deurne en Vlierden, kanunnik te Tongeren                                      |
| 1545-1606           | Jan van Doerne                           | heer van Deurne en Bakel                                                               |
| 1606-1619           | Wolfaart Evert van Wittenhorst           | heer van Deurne                                                                        |
| 1619-1645           | Margreta van Wittenhorst                 | vrouwe van Deurne, Rossum en Broekhuizen                                               |
| 1645-1649           | Johan François Godefrois Huyn van Geleen | heer van Deurne                                                                        |
| 1649-1651           | Willem de Lamargelle                     | heer van Deurne                                                                        |
| 1653-1699           | Rogier van Leefdael                      | heer van Deurne en Liessel, rentmeester der geestelijke goederen                       |
| 1699-1714           | Johan van Leefdael                       | heer van Deurne en Liessel, rentmeester der geestelijke goederen                       |
| 1714-1728           | Gerardus Sulyard                         | heer van Deurne en Liessel                                                             |
| 1728-1759           | Balthasar Coymans                        | heer van Deurne en Liessel, Amsterdams koopman                                         |
| 1760-1772           | Theodorus de Smeth                       | heer van Deurne, Liessel en Alphen & Rietveld                                          |
| 1772-1801           | Agatha Alewijn                           | vrouwe van Deurne, Liessel en Alphen & Rietveld                                        |
| 1801-1859           | Theodorus baron de Smeth                 | heer van Deurne, Liessel en Alphen & Rietveld                                          |
| 1859-1870           | Henri baron de Smeth                     | heer van Deurne, Liessel en Alphen & Rietveld                                          |
| 1870-1924           | Theodore baron de Smeth                  | (titulair) heer van Deurne en Liessel                                                  |
| 1924-1929           | Henriëtte Marie Rudolphine Fagel         | titulair vrouwe van Deurne en Liessel                                                  |
| 1929-1949           | Theodore baron de Smeth van Deurne       | titulair heer van Deurne en Liessel, burgemeester van Batenburg, Appeltern en Jutphaas |
| 1949-heden          | Gemeente Deurne                          | sinds 1966 verhuurd aan Sociëteit Walhalla                                             |

## Bouwgeschiedenis
Het Groot Kasteel werd in de late 14e eeuw in gotische stijl gebouwd als donjon met vier uitgekraagde hoektorentjes en een vierkante plattegrond. In de 16e eeuw werd aan de zuidwestzijde een vierkante hoektoren toegevoegd, en in de 17e eeuw onder leiding van Rogier van Leefdael een sobere oostvleugel met uitspringende vierkante toren en twee forse vierkante hoekschoorstenen, die aan torentjes doen denken. Van Leefdael liet tevens een poortgebouw bouwen.

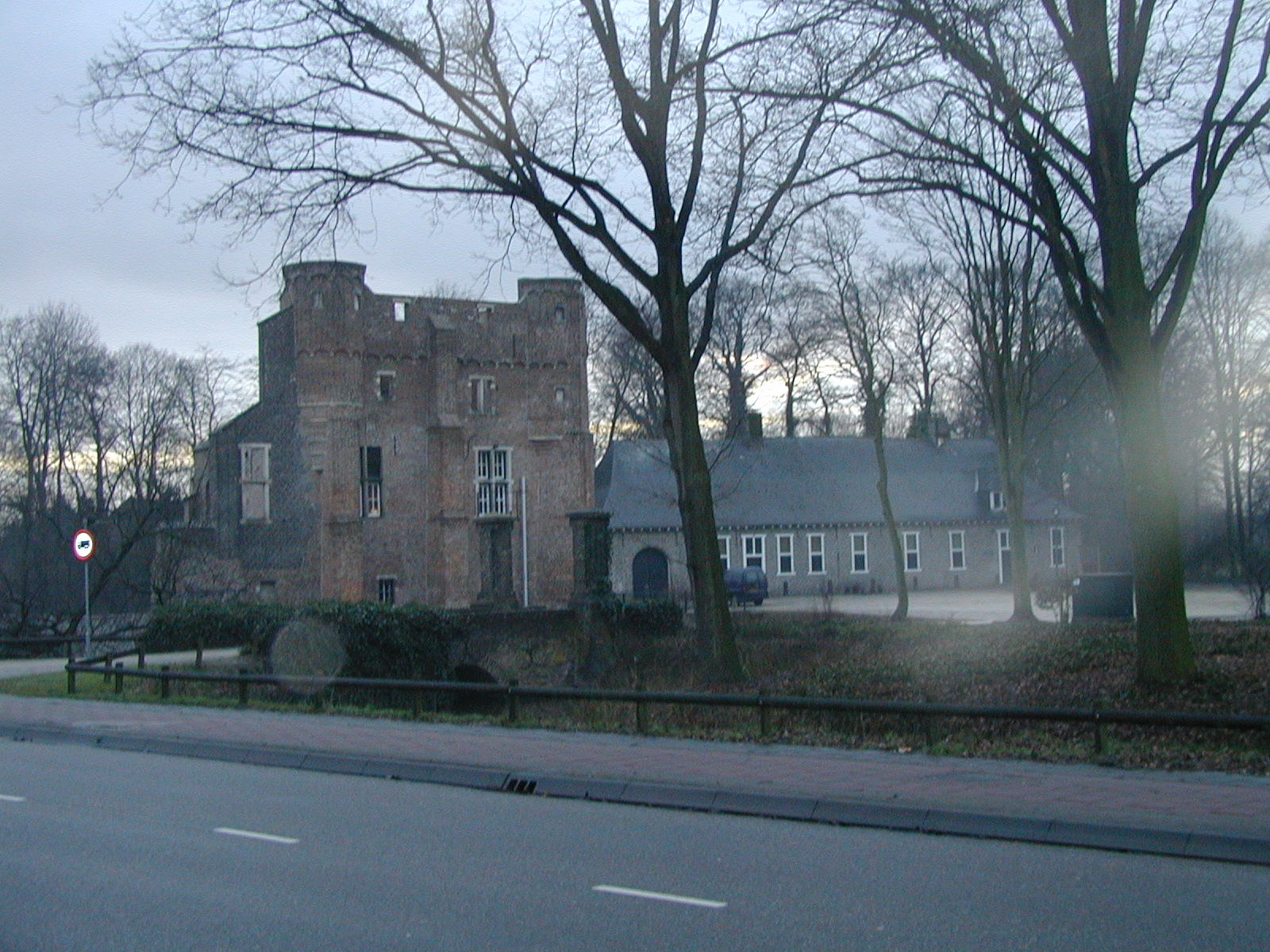
De ruïne van het Groot Kasteel vanuit het noorden bij het vallen van de avond, januari 2004. Rechts erachter staat het Dinghuis.

In de 18e eeuw werd het onherkenbaar verbouwd onder leiding van Theodorus de Smeth, telg uit het geslacht De Smeth. Hij liet de middeleeuwse muren ommantelen met een sobere gevel met raampartijen. De ruimte tussen de oorspronkelijke en nieuwe buitenmuren werden vervolgens als lange, smalle kamers gebruikt. Ook liet De Smeth het poortgebouw, dat er net zo'n honderd jaar stond, weer afbreken.

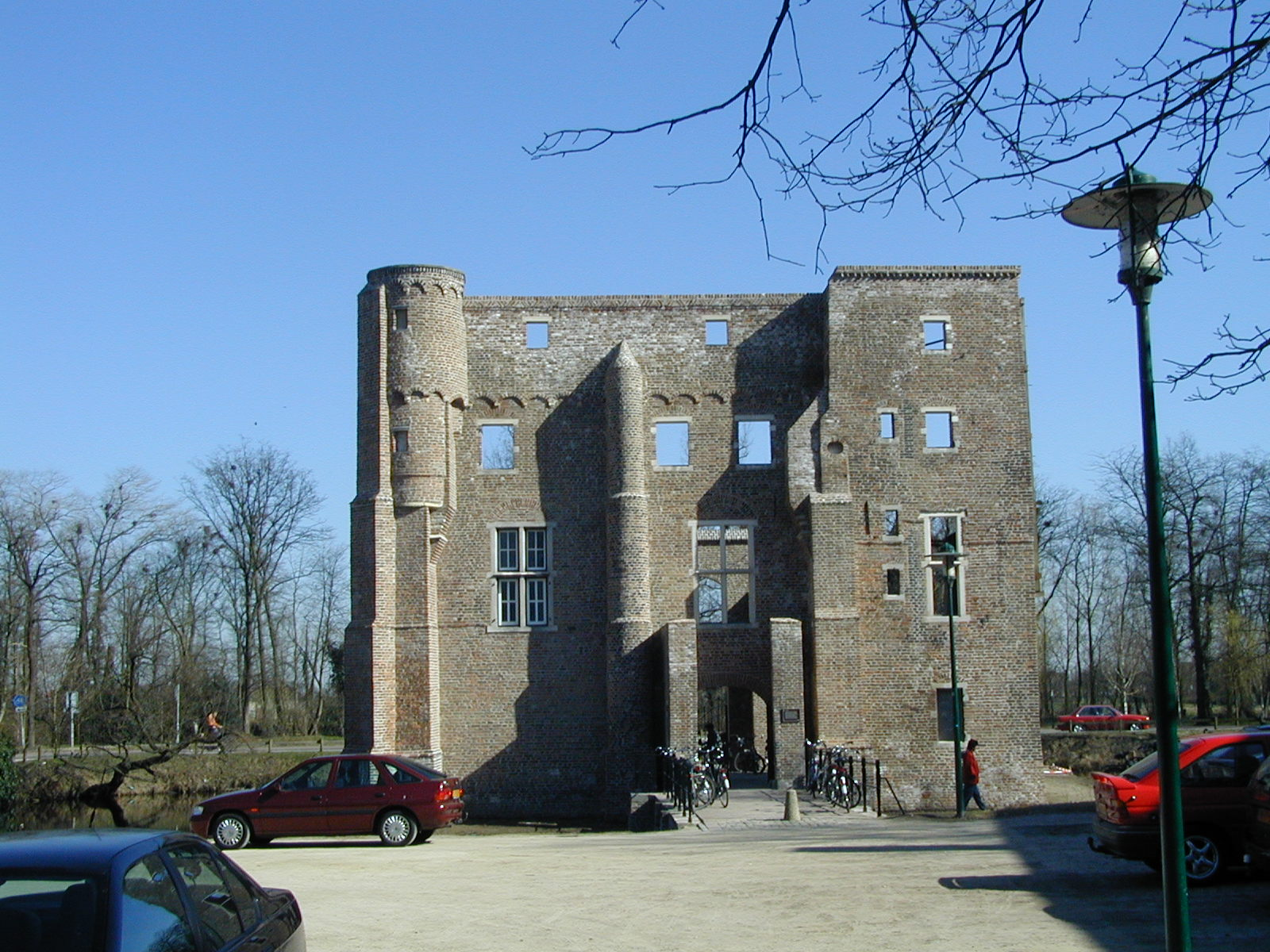
De bewaard gebleven middeleeuwse westgevel van het Groot Kasteel na de consolidatie in 2002 (foto uit maart 2003)

Zijn nazaat Theodore baron de Smeth (1855-1924) liet tussen 1906 en 1908 het kasteel restaureren naar de vroeg-18e-eeuwse toestand en de ommanteling verwijderen. Het was daarbij een meevaller dat men in de 18e eeuw de middeleeuwse muren niet had weggebroken. Bepaalde onderdelen, zoals het noordwestelijke arkeltorentje, moesten echter herbouwd worden. Ook werden voormalige doorgangen in de oorspronkelijke buitengevel dichtgezet en werden raam- en deurpartijen gewijzigd.
Op 24 september 1944 werd het Groot Kasteel door geallieerd vuur in puin geschoten met pantser-doorborende granaten om enkele zich schuil houdende SS'ers uit te schakelen. Bij de daaropvolgende brand ging de volledige inboedel -- die juist kort ervoor weer naar het Groot Kasteel was gebracht -- verloren, waaronder vermoedelijk schilderijen van Antoon van Dyck en Peter Paul Rubens.
Na de oorlog werden plannen voor herbouw gemaakt. Daarbij zou het middeleeuwse volume van de donjon hersteld worden en het grondplan van de 17e-eeuwse uitbreiding als terras in gebruik worden genomen. Hiervan werd echter afgezien.
In 1952 werd de ruïne onder leiding van architect Cees Geenen geconsolideerd. Daarbij werden wegens bouwvalligheid delen van binnenmuren gesloopt, alsmede een gedeelte van de oostgevel met de beide markante hoekschoorstenen. De 14e-eeuwse noord- en westgevels en de gevel van de 16e-eeuwse hoektoren bleven bewaard, evenals de eetzaal op de eerste verdieping en de twee gewelfkelders onder de eetzaal. Het overige muurwerk, met name aan de zuid- en oostzijde, is nog te herkennen als muurtjes van nog geen meter hoog.
In 2002 vond andermaal een consolidatie van het muurwerk plaats in opdracht van de gemeente Deurne, de huidige eigenaar. Hierbij werden de in 1952 dichtgemetselde venstergaten heropend en werden de natuurstenen kozijnen vervangen. Tevens werden nog aanwezige bouwsporen beter zichtbaar gemaakt.

## Gebruik na de consolidatie
Na gebruik als theehuis en oudheidkamer, wordt de ruïne sinds 1966 gebruikt door de in 1964 opgerichte Sociëteit Walhalla. Zij draagt onder meer zorg voor het beheer van het interieur (kaal metselwerk en een kroeg) en heeft in de negentiger jaren ook de beschoeiing van de gracht vernieuwd.

## Directe omgeving van het kasteel
Opgravingen in 1998 brachten sporen van een waterleiding onder het Haageind, en van een poortgebouw bij de brug over de gracht aan het licht. Het poortgebouw moet in de 17e eeuw zijn gebouwd onder Rogier van Leefdael, en in de 18e eeuw onder De Smeth weer zijn afgebroken. Tevens werd muurwerk gevonden onder de aanpalende weg, het Haageind, en werd aangetoond dat het Haageind eens bestaan moet hebben uit één of meerdere waterlopen.
Op het terrein achter het Groot Kasteel ligt het Dinghuis. De voorganger van dit pand werd vermoedelijk als neerhof gebouwd. Die functie kan het ook nog gehad hebben toen dit pand in de 16e eeuw werd gebouwd. Vanaf de 17e eeuw was er de plaatselijke rechtbank gevestigd, waar gedingen werden gehouden. Daar is de naam van afgeleid.

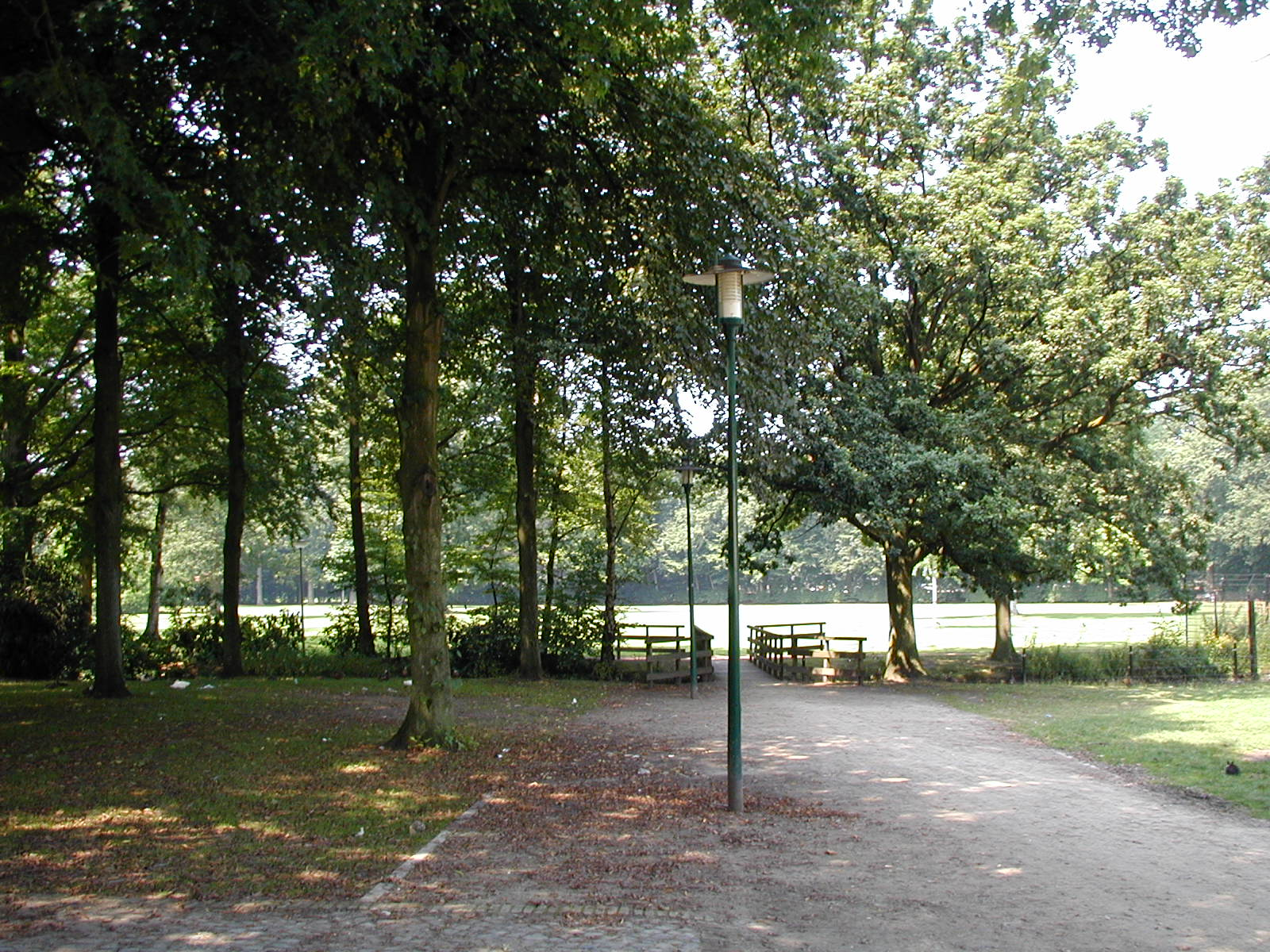
Het park bij het Groot Kasteel te Deurne vanuit de tuin bij het kasteel, 31 juli 2002

## Parken en tuinen
Het Groot Kasteel ligt op een zandopduiking te midden van een waterpartij, Deze waterpartij is onderdeel van de binnenste gracht, die tevens de hertenweide en het Dinghuis omgeeft. Dit terrein kan beschouwd worden als de kasteeltuin, het meest direct bij het kasteel behorende terrein.
Daarnaast ligt er buiten dit terrein een groter park, dat vermoedelijk pas aan het begin van de 19e eeuw werd omgezet van weiland in park, en wel in de Engelse landschapsstijl. De veronderstelling dat de aanleg in opdracht van Rogier van Leefdael in de 17e eeuw zou zijn uitgevoerd, is een misvatting. De Engelse landschapsstijl kwam pas eeuwen later in de mode. Over de bijdrage van Van Leefdael aan park en tuin is niets bekend.
De oudste bomen in het park zijn zo'n 200 jaar oud. Dit kasteelpark wordt deels begrensd door de binnenste gracht, deels door de beek "de Vlier" en deels door een kunstmatig gegraven afwatering (aan de zijde van de huidige Dunantweg). Het weiland, dat tot dit park is omgevormd, was al in het begin van de 15e eeuw een onderdeel van het kasteeldomein. Het behoorde tot het leengoed, zoals dat in 1397 aan hertogin Johanna van Brabant werd opgedragen. Het systeem van waterlopen, gegraven en van natuurlijke oorsprong, is derhalve vermoedelijk meer dan 600 jaar oud en een belangrijk structurerend element in het landschap. Het werd relatief ongewijzigd in meerdere tuin- en parkinrichtingen geïntegreerd.
Ten noorden van de Vlier werd een stuk bouwland van de vroegere kasteelboerderij tussen 1880 en 1925 omgezet in kasteelpark, waarbij de functie van de boerderij werd gewijzigd in rentmeesterswoning. Dit jongste deel van het kasteelpark werd na de Tweede Wereldoorlog verkocht aan Martien van Doorne, zoon van DAF-oprichter Hub van Doorne. Hij bouwde er zijn woonhuis. Er bestaan plannen om op het terrein van Van Doorne (die inmiddels geen eigenaar meer is) nog enkele landhuizen te bouwen. Ten westen van het kasteelpark (en ten zuidwesten van het terrein van Van Doorne) liggen de weilanden die bekendstonden als de Ossenbeemd. Deze weilanden worden aan de westzijde begrensd door de Keizerstraat. Ook deze weilanden zouden in het nieuwbouwplan betrokken worden.
Een historisch misverstand zorgde ervoor dat het huis de naam de Wolfsberg kreeg. Historicus Hendrik Ouwerling dacht ten onrechte dat Wolfsberg identiek was aan Walsberg, een buurtschap ten noorden van het Groot Kasteel. De Wolfsberg is echter een grote dekzandrug die veel zuidelijker ligt, niet in de buurt van het Groot Kasteel. Bij de échte Wolfsberg ligt nu het gelijknamig winkelcentrum.

## Grafsteen

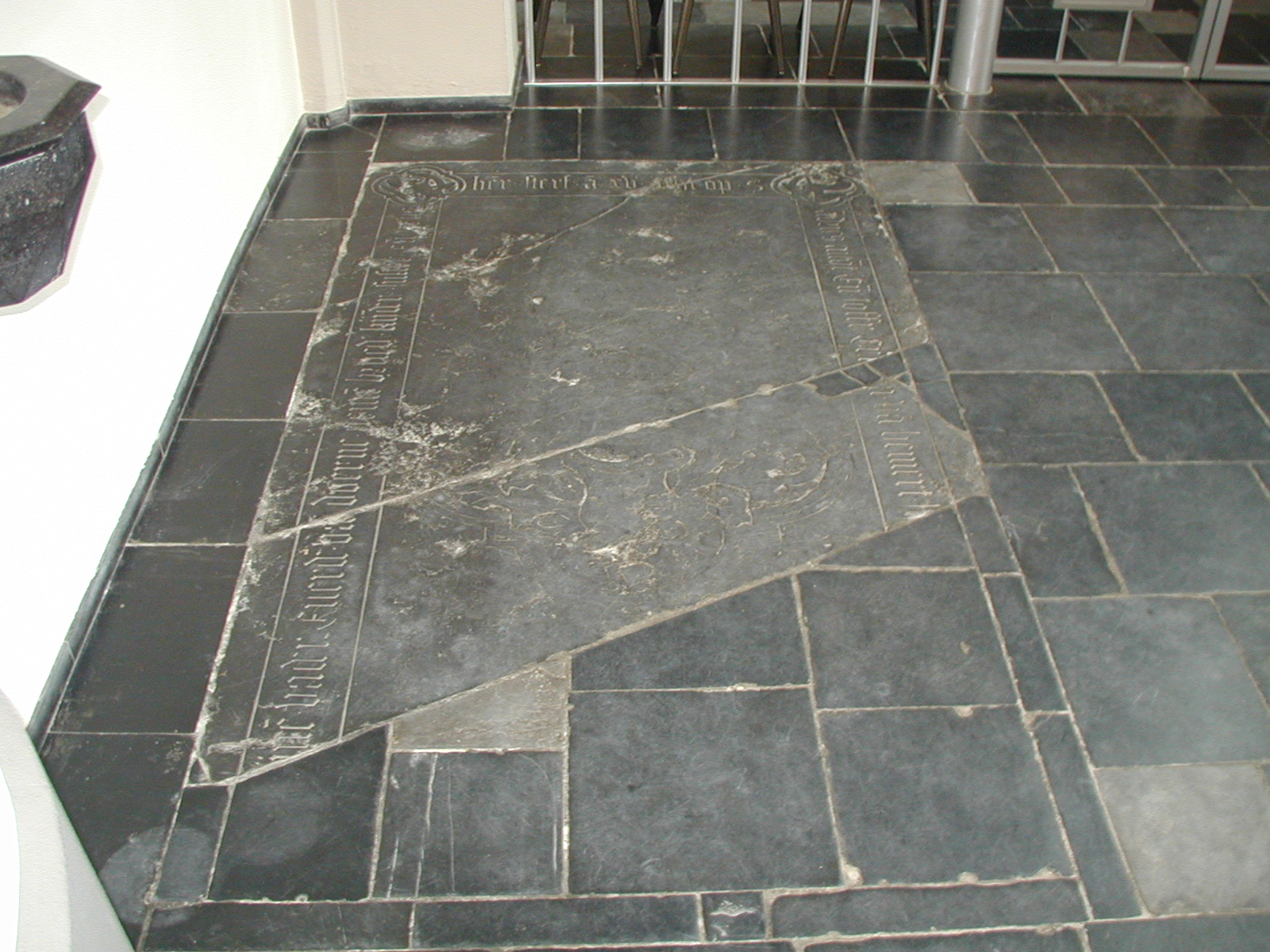
De grafsteen van Hendrick van Doerne en zijn familie, tegenwoordig in de noordelijke zijtoren van de St. Willibrorduskerk, januari 2004

In de Sint-Willibrorduskerk van Deurne ligt een grafsteen van Hendrick van Doerne (overleden in 1508) en zijn echtgenote Christina van Hemert (overleden in 1499), eigenaren van het Groot Kasteel. Hun zoon zou later heer van Deurne worden; Hendrick zelf was dat niet, evenmin als zijn vader. De grafsteen hoorde waarschijnlijk bij de in 2004 heropende grafkelder onder het hoogkoor van deze kerk, waarin de stoffelijke resten van zeventien personen werden aangetroffen. Mogelijk horen ook Hendrick en Christina zelf daarbij. De stoffelijke resten zullen in de toekomst nader worden onderzocht.

## Revitalisatieplannen
Reeds kort na de oorlog werd gesproken over herbouw van het kasteel. Dat bleek destijds echter niet haalbaar, ondanks het feit dat er tekeningen lagen. Het duurde tot 1994 voordat onder burgemeester Jan Smeets nieuwe ideeën werden ontwikkeld. Enkele ontwerpbureaus maakten futuristische ontwerpen voor de omgeving, variërend van het inunderen van de volledige kasteelomgeving en daarmee opgeven van het middeleeuwse grachten- en afwateringenpatroon (Mecanoo) tot het bouwen van een enorme 'doos' boven op de kasteelruïne met een verzonken museumzaal in de gracht. De laatste werd tot winnaar uitgeroepen, doch van een uitvoering kwam het nooit.